# Post (album)
Post is het tweede studioalbum van de IJslandse zangeres Björk.

## Tracklisting
1. Army Of Me (Björk/Graham Massey)
2. Hyper-ballad
3. The Modern Things (Björk/Graham Massey)
4. It's Oh So Quiet (Hanslang/Reisfeld)
5. Enjoy (Björk/Tricky)
6. You've Been Flirting Again
7. Isobel (Björk/Nellee Hooper/Sjón/Marius de Vries)
8. Possibly Maybe
9. I Miss You (Björk/Howie Bernstein)
10. Cover Me
11. Headphones (Björk/Tricky)

Alle tracks zijn geschreven door Björk, behalve waar iets anders genoteerd staat. 

### Singles
Björk heeft zes singles van het album uitgebracht: Army of me, Hyper-ballad, It's oh so quiet, I miss you, Possibly maybe en Isobel.

### It's oh so quiet
It's oh so quiet is het meest succesvolle nummer van Björk tot dusverre. Ze heeft het nummer echter niet op haar Greatest hits-album gezet. Dit deed ze omdat ze vindt dat It's oh so quiet niet bij haar muziekstijl past, en aangezien ze het heeft gecoverd, vindt ze het niet iets van zichzelf.

## Foto
Op de voorkant van de cd-hoes van Debut zagen we Björk verlegen de camera in kijken. Op de hoes van Post zien we haar al wat zelfverzekerder. Ze wordt echter opgeslokt door de stad en zij slokt de stad op. Ze woonde in die tijd in Londen en dat is nogal een verschil met IJsland, zo beschreef ze het zelf. Het personage is weer terug te zien op de hoes van Homogenic.

## Betekenis
Post is Latijn voor "na". Haar eerste album heette Debut, en Post komt dus na het debuut. Björk heeft na dit album geen tijd-gerelateerde namen aan haar albums gegeven.